# ROUND TABLE (音楽グループ)
ROUND TABLE（ラウンド・テーブル）は、日本の音楽ユニット。

## 来歴
1993年に日本大学商学部のジャズ研究会で結成される。1997年に高橋幸宏主催のインディーズレーベルコンシピオからデビュー。翌1998年にメジャーデビューする。2002年からゲストボーカルのNinoを加え、ROUND TABLE featuring Nino（ ‐ フィーチャリング・ニノ）名義での活動もしていたが、10周年となる2012年にベストアルバム『SINGLES BEST 2002-2012 MEMORIES』発売をもって「ROUND TABLE featuring Nino」名義での活動休止が宣言された。音楽性はいわゆるピチカート・ファイヴやフリッパーズ・ギターなどに影響を受けた渋谷系。近年は両者とも楽曲提供を積極的に行っている。

## メンバー
- 北川勝利（きたがわ かつとし 1971年10月18日生まれ）
  - ボーカル・ギター・ベース・コーラス担当
  - 北海道函館出身、函館東高校卒業[2]。
  - タケモトピアノの歌の作詞としてクレジットされている「北川勝利（きたがわまさとし）」は同姓同名の別人[3][4]。
- 伊藤利恵子（いとう りえこ / 1972年8月4日生まれ）
  - キーボード・ボーカル・コーラス担当

## ディスコグラフィ

### シングル
|                                 | 発売日           | タイトル           | 規格品番         | オリコン 最高位  |
| ROUND TABLE 名義                | ROUND TABLE 名義 | ROUND TABLE 名義   | ROUND TABLE 名義 | ROUND TABLE 名義 |
| ------------------------------- | ---------------- | ------------------ | ---------------- | ---------------- |
| 1st                             | 1999年1月27日    | COOL CLUB RULE     | PHCL-11010       |                  |
| 2nd                             | 1999年10月27日   | PERFECT WORLD      | PHCL-11010       |                  |
| 3rd                             | 2000年12月6日    | Every Every Every  | UMCK-5506        |                  |
| ROUND TABLE featuring Nino 名義 |                  |                    |                  |                  |
| 1st                             | 2002年4月24日    | Let Me Be With You | VICL-35372       | 34位             |
| 2nd                             | 2003年1月22日    | NEW WORLD          | VICL-35457       | 55位             |
| 3rd                             | 2003年10月22日   | Sunny Side Hill    | VICL-35576       | 112位            |
| 4th                             | 2005年2月23日    | Groovin' Magic     | VICL-35701       | 103位            |
| 5th                             | 2005年10月21日   | Rainbow            | VICL-35899       | 40位             |
| 6th                             | 2006年4月26日    | 夏待ち             | VICL-35987       | 23位             |
| 7th                             | 2006年7月20日    | パズル             | VICL-36097       | 73位             |
| 8th                             | 2008年6月25日    | 恋をしてる         | VTCL-35031       | 147位            |
| 9th                             | 2008年10月22日   | ナガレボシ         | VTCL-35046       | 74位             |

### アルバム

#### オリジナル・アルバム
|                                 | 発売日           | タイトル            | 規格品番         | 最高位           |
| ROUND TABLE 名義                | ROUND TABLE 名義 | ROUND TABLE 名義    | ROUND TABLE 名義 | ROUND TABLE 名義 |
| ------------------------------- | ---------------- | ------------------- | ---------------- | ---------------- |
| 1st                             | 1999年1月27日    | DOMINO              | PHCL-5087        |                  |
| 2nd                             | 1999年12月8日    | CANNON BALL         | PHCL-5129        |                  |
| 3rd                             | 2001年1月31日    | RADIO BURNIN'       | UMCK-4014        |                  |
| 4th                             | 2009年4月1日     | FRIDAY, I'M IN LOVE | HRAD-00037       |                  |
| ROUND TABLE featuring Nino 名義 |                  |                     |                  |                  |
| 1st                             | 2003年4月23日    | APRIL               | VICL-61106       |                  |
| 2nd                             | 2006年8月30日    | Nino                | VICL-62042       | 49位             |
| 3rd                             | 2008年12月24日   | Distance            | VTCL-60084       | 155位            |

#### ミニ・アルバム
|                  | 発売日           | タイトル              | 規格品番         | 最高位           |
| ROUND TABLE 名義 | ROUND TABLE 名義 | ROUND TABLE 名義      | ROUND TABLE 名義 | ROUND TABLE 名義 |
| ---------------- | ---------------- | --------------------- | ---------------- | ---------------- |
| 1st              | 1997年8月27日    | WORLD'S END           | COCD-9222        |                  |
| 2nd              | 1997年12月5日    | Something in the Snow | COCD-9223        |                  |
| 3rd              | 1998年4月1日     | Feelin' Groovy        | PHCL-8708        |                  |
| 4th              | 1998年6月29日    | Big Wave '71          | PHCL-12031       |                  |
| 5th              | 1998年9月30日    | DO THE AFRO!          | PHCL-12032       |                  |
| 6th              | 1999年7月7日     | Big Wave '72          | PHCL-8711        |                  |
| 7th              | 2000年7月12日    | Big Wave 2000         | PHCL-4009        |                  |
| 8th              | 2003年8月25日    | Big Wave Sunset       | COCD-9255        |                  |
| ※                | 2003年8月25日    | Big Wave in Korea     | HRC109           |                  |

#### ベスト・アルバム
|                                 | 発売日           | タイトル                        | 規格品番                                   | 最高位           |
| ROUND TABLE 名義                | ROUND TABLE 名義 | ROUND TABLE 名義                | ROUND TABLE 名義                           | ROUND TABLE 名義 |
| ------------------------------- | ---------------- | ------------------------------- | ------------------------------------------ | ---------------- |
| 1st                             | 2000年3月29日    | LOOK AROUND                     | PHCL-5139                                  |                  |
| ROUND TABLE featuring Nino 名義 |                  |                                 |                                            |                  |
| 1st                             | 2012年11月28日   | SINGLES BEST 2002-2012 MEMORIES | VTZL-49（初回限定盤） VTCL-60320（通常盤） | 58位             |

#### サウンドトラック
- TVアニメ「それでも町は廻っている」オリジナルサウンドトラック GO ROUND&ROUND IN THE TOWN!
  - 2010年12月15日発売

  1. One Note Ska
  2. ウールーム再び
  3. DOWN TOWN
  4. シーサイドへようこそ
  5. シーサイドレゲエ
  6. Blue Sky Blue
  7. あの頃も今も
  8. あの頃も今も、これからも
  9. Feelin' Orange!!
  10. 歩鳥と一緒
  11. ドライブ・スルー・ゴー!ゴー!
  12. One Note March
  13. それ町サスペンス劇場
  14. One Note Country
  15. 丸子町ラプソディ
  16. サーフ殺人事件
  17. シーサイドランチ
  18. シーサイド温泉
  19. トラブルメイカー
  20. 丸子商店街の悪夢
  21. One Note Saturday Night
  22. メイド探偵の追跡
  23. 哀愁のポリスマン
  24. 対決!ギター・ヒーロー!
  25. 大災害
  26. 夕暮れサンセット
  27. One Note Indian
  28. 少女探偵参上
  29. それ町ダッシュ
  30. 亀井堂へようこそ
  31. One Note Jingle
  32. 丸子商店街の怪
  33. メイズ参上!
  34. Closing Time
  35. One Note Piano

#### コンピレーション
- 『Here We Go 'Round』（1994年9月30日発売）

SUMMER RAIN
Feelin' Groovy
- 『Fancy Fantasy!』（1995年9月25日発売）

COOL CLUB RULE
Get on the Bicycle!
- 『9 pieces of BROWNIE』（1999年3月17日発売）

MR.TRUMPETMAN
Call My Name
mallowe名義
Under My Thumb
mallowe名義
BACK ON MY FEET AGAIN
TRUMPETMAN FOREVER
- OVA「CLAMP IN WONDERLAND 1&2」主題歌コレクション＜PRECIOUS SONGS＞（2007年10月24日発売）

Oh! Yeah!!
作詞：伊藤利恵子 / 作曲：北川勝利 / 編曲：ROUND TABLE
OVA『CLAMP IN WONDERLAND 2』エンディング主題歌

### ROUND TABLE feat.DAN 名義
Lose Your Way
作詞：宮川弾 / 作曲：北川勝利 / 編曲：acane_madder・北川勝利
スマートフォンゲーム『Fate/Grand Order』テーマ曲

### ROUND TABLE 六花 w/acane_madder 名義
流星RODEO GIRLS
作詞：Yamachang / 作曲・編曲：北川勝利
スマートフォンゲーム『Fate/Grand Order』期間限定イベント「セイバーウォーズ2 ～始まりの宇宙へ～」CM楽曲

## タイアップ一覧
| 使用年                          | 曲名                   | タイアップ                                                                                                 |
| ------------------------------- | ---------------------- | --- |
| ROUND TABLE                     |                        | |
| 1998年                          | Beat de Jump           | NHK-FM『ミュージック・スクエア』1998年4・5月度オープニングテーマ                                           |
| 1998年                          | Chocolate              | テレビ東京系『TOWER COUNTDOWN』CMソング                                                                    |
| 1999年                          | DO IT AGAIN            | ネスカフェ 缶コーヒー「ノッたもん勝ち!キャンペーン」CFソング                                               |
| 2000年                          | Big Wave 2000          | TBS系『リズムBaby』7〜9月度エンディングテーマ                                                              |
| ROUND TABLE featuring Nino      |                        | |
| 2002年                          | Let Me Be With You     | TBS系アニメ『ちょびっツ』オープニングテーマ                                                                |
| 2003年                          | NEW WORLD              | テレビ東京系アニメ『.hack//黄昏の腕輪伝説』オープニングテーマ                                              |
| 2003年                          | Beautiful              | テレビ東京系アニメ『.hack//黄昏の腕輪伝説』挿入歌                                                          |
| 2003年                          | Sunny Side Hill        | NHK教育テレビアニメ『無人惑星サヴァイヴ』エンディングテーマ                                                |
| 2005年                          | Groovin' Magic         | OVA『トップをねらえ2!』オープニングテーマ                                                                  |
| 2005年                          | Rainbow                | テレビ東京系アニメ『ARIA The ANIMATION』エンディングテーマ                                                 |
| 2005年                          | Just For You           | テレビ東京系アニメ『ARIA The ANIMATION』第13話 挿入歌                                                      |
| 2006年                          | 夏待ち                 | テレビ東京系アニメ『ARIA The NATURAL』エンディングテーマ                                                   |
| 2006年                          | 潮騒                   | テレビ東京系アニメ『ARIA The NATURAL』第9話 挿入歌                                                         |
| 2006年                          | パズル                 | UHFアニメ『N・H・Kにようこそ!』オープニングテーマ（第1話 - 第12話）                                        |
| 2006年                          | パズル -extra hot mix- | UHFアニメ『N・H・Kにようこそ!』オープニングテーマ（第13話 - 第23話）                                       |
| 2007年                          | Oh!Yeah!!              | OVA『CLAMP IN WONDERLAND2 1995〜2006』エンディングテーマ                                                   |
| 2008年                          | 恋をしてる             | テレビ東京系『うぇぶたま3』エンディングテーマ                                                              |
| 2008年                          | ナガレボシ             | TBSほかアニメ『夜桜四重奏 〜ヨザクラカルテット〜』エンディングテーマ                                       |
| 2012年                          | 約束の場所             | OVA『わんおふ -one off-』オープニングテーマ                                                                |
| 2012年                          | メモリーズ             | OVA『わんおふ -one off-』エンディングテーマ                                                                |
| ROUND TABLE feat.DAN            |                        | |
| 2017年                          | Lose Your Way          | スマートフォンゲーム『Fate/Grand Order』新章「Epic of Remnant」テーマ曲/TVCMソング                         |
| ROUND TABLE 六花 w/acane_madder |                        | |
| 2019年                          | 流星RODEO GIRLS        | スマートフォンゲーム『Fate/Grand Order』期間限定イベント「セイバーウォーズ2 ～始まりの宇宙へ～」TVCMソング |

## 楽曲提供
但書きのないものは北川勝利単独による提供

### 歌手・声優
- Goma

うさぎのピクニック - 作曲：伊藤利恵子 / 編曲：ROUND TABLE
1stミニアルバム『YUM !YUM !YUM !』収録
- ノースリーブス

Relax! - 編曲：北川勝利・桜井康史
『Relax!』収録
- 坂本真綾

Get No Satisfaction! - 作曲
『かぜよみ』収録
マジックナンバー - 作曲・編曲
テレビアニメ『こばと。』オープニングテーマ
『マジックナンバー』収録
手紙 - 作曲・編曲
映画『キミとボク』主題歌
『You can't catch me』収録
いつものところで - 作曲・編曲
『はじまりの海』収録
さなぎ - 作曲・編曲
『FOLLOW ME UP』収録
- Sizuk

bookmarks - 編曲
配信シングル「bookmarks」収録
- 福山潤

だって僕は雨男 - 作詞・作曲
『浪漫的世界31』収録
サヨナラの恋の歌 - 作詞・作曲・編曲
『福山潤、愛を歌う!』収録
- 丹下桜

You Are My Destiny - 作詞・作曲・編曲：伊藤利恵子
ラジオ『丹下桜のRADIO・A・La・Mode』オープニングテーマ
『Musees de Sakura』収録
- 中島愛

メロディ - 作詞・作曲 / 編曲：北川勝利・長谷泰宏
OVA『たまゆら』エンディングテーマ
『メロディ』収録
星空 - 作詞：伊藤利恵子
テレビアニメ『たまゆら〜hitotose〜』第7話エンディングテーマ
『神様のいたずら』収録
Hello! - 作詞・作曲 / 編曲：北川勝利・長谷泰宏
テレビアニメ『輪廻のラグランジェ』エンディングテーマ
『TRY UNITE!/Hello!』収録
Mamegu A Go!Go! - 作詞・作曲・編曲
『そんなこと裏のまた裏話でしょ?』収録
Love! For Your Love! - 作詞・作曲・編曲（編曲はacane madderと共同）
『30 pieces of love』収録
- 花澤香菜
  - 1stシングル「星空☆ディスティネーション」 - サウンドプロデュース
星空☆ディスティネーション - 作詞・作曲・編曲
Saturday Night Musical♪ - 作詞・作曲 / 編曲：長谷泰宏・北川勝利
恋のはじまり - 作詞・作曲 / 編曲：桜井康史・北川勝利
  - 4thシングル「Silent Snow」 - サウンドプロデュース
Silent Snow - 作詞・作曲 / 編曲：北川勝利・長谷泰宏
CALL ME EVERYDAY - 作曲 / 編曲：桜井康史・北川勝利
あるいていこう - 作詞・作曲・編曲
  - 1stアルバム『claire』
青い鳥 - 作詞：北川勝利・acane_madder / 作曲 / 編曲：長谷泰宏・北川勝利
Just The Way You Are - 作詞・作曲 / 編曲：acane_madder・北川勝利
Ring a Bell - 作詞・作曲・編曲
シグナルは恋ゴコロ - 編曲
おやすみ、また明日 - 作曲・編曲
  - 5thシングル「恋する惑星」 - サウンドプロデュース
恋する惑星 - 作曲 / 編曲：北川勝利・長谷泰宏
white christmas - 編曲：北川勝利・mito
  - 2ndアルバム『25』 - サウンドプロデュース
バースデイ - 作詞・作曲・編曲
25 Hours a Day - 作曲・編曲
マラソン - 作曲・編曲
Summer Sunset - 作曲・編曲
Waltz for Praha - 作詞・作曲 / 編曲：sugarbeans・北川勝利
ダエンケイ - 作曲・編曲
粉雪 - 作曲 / 編曲：北川勝利・鈴木圭
Young Oh! Oh! - 作曲・編曲
曖昧な世界 - 作曲・編曲
真夜中の秘密会議 - 作曲 / 編曲：桜井康史・北川勝利
Merry Go Round - 作曲
花びら - 作曲・編曲
Good Conversation - 作曲
  - 8thシングル「君がいなくちゃだめなんだ」
君がいなくちゃだめなんだ - 作曲・編曲
Blessing Bell - 作曲・編曲
  - 3rdアルバム『Blue Avenue』
I ♥ New Day! - 作曲・編曲
Nobody Knows - 作曲 / 編曲：北園みなみ・北川勝利
Night And Day - 作詞・作曲・編曲
タップダンスの音が聴こえてきたら - 作曲・編曲
プール - 作曲 / 編曲：zakbee & Hatayoung・北川勝利
  - 10thシングル「あたらしいうた」
あたらしいうた - 作曲
今朝のこと - 作曲
Looking for your Smile - 作曲
  - 4thアルバム『Opportunity』
Marmalade Jam - 作詞・作曲・編曲
Opportunity - 作曲・編曲
雲に歌えば - 作曲・編曲
FLOWER MARKET - 編曲：片寄明人・北川勝利
brilliant - 作曲・編曲
  - 配信シングル「灰色」[16]
灰色 - 作詞：藤村鼓乃美・北川勝利 / 作曲・編曲
  - 17thシングル「インタリオ」[17]
インタリオ - 作曲・編曲
ギミギミ♡ラヴ - 作詞：北川勝利・藤村鼓乃美 / 作曲 / 編曲：ケンカイヨシ・北川勝利
- 藤村鼓乃美
  - ミニアルバム『SUMMER VACATION』 - サウンドプロデュース

終わらない夏休み - 作曲・編曲
SUMMER VACATION - 作曲 / 編曲：長谷泰宏・北川勝利
サイダー - 作曲 / 編曲：北川勝利・長谷泰宏
スウィンギン・レビュー’47 - 作詞・作曲 / 編曲：北川勝利・長谷泰宏
『声優バラエティー SAY!YOU!SAY!ME!』番組内アニメ『47都道府犬』主題歌
SUMMER VACATION BLUES - 作詞・作曲・編曲
ナナナ・ナツヤスミ - 作詞・作曲・編曲
- ChouCho

flyleaf - 作曲 / 編曲：北川勝利・長谷泰宏
テレビ番組『musicる TV』2012年8月度オープニングテーマ
『flyleaf』収録
- さくら学院

すいみん不足（帰宅部 sleepiece） - 編曲：北川勝利・桜井康史
『さくら学院 2012年度 〜My Generation〜』収録
- やなぎなぎ
  - 5thシングル『ユキトキ』

ユキトキ - 作曲 / 編曲：北川勝利・長谷泰宏
テレビアニメ『やはり俺の青春ラブコメはまちがっている。』オープニングテーマ
音のない夢 - 作曲・編曲
- - 10thシングル『春擬き』

春擬き - 作曲・編曲
テレビアニメ『やはり俺の青春ラブコメはまちがっている。続』オープニングテーマ
- - 3rdアルバム『Follow My Tracks』

ターミナル - 作曲・編曲
- - 15thシングル『over and over』

over and over - 作曲・編曲
テレビアニメ『Just Because!』オープニングテーマ
- - 4thアルバム『ナッテ』

海を込めて - 作曲・編曲
夜明けの光をあつめながら - 作曲・編曲
日本テレビ『バズリズム02』1月エンディングテーマ
- - シングル「ユキハルアメ」

ユキハルアメ - 作曲・編曲
テレビアニメ『やはり俺の青春ラブコメはまちがっている。』10周年記念ソング
- 千菅春香

絶滅危愚少女! - 作曲・編曲
テレビアニメ『絶滅危愚少女 Amazing Twins』オープニングテーマ
『絶滅危愚少女!』収録
- - 1stアルバム『TRY!』

Break On Through - 作曲 / 編曲：acane_madder・北川勝利
モモキュンソード - 作詞：北川勝利・acane_madder / 作曲・編曲
シングル『桃色ファンタジー』に先行収録
リフレイン - 作詞・作曲・編曲
TRY! TRY! TRY! - 作曲 / 編曲：山本真央樹・北川勝利
- 松平健

マツケンサンバ4 〜情熱のサルサ〜 - 作曲：田村歩美・北川勝利
『マツケンサンバ4 〜情熱のサルサ〜 / マツケンの大繁盛』収録
- 真山りか

蜃気楼 - 作曲・編曲
『Liar Mask』収録
- negicco

クリームソーダLove - 編曲
『Rice&Snow』収録
菜の花（Nao☆） - 作曲・編曲
『菜の花』収録
- yun*chi

Doki Doki* - 作曲 / 編曲：北川勝利・acane_madder
『Pixie Dust*』収録
- 伊礼亮
  - 1stアルバム『アイトヒト』

アイトヒト（朗読） - 作曲・編曲
Song for You：Song for Me - 作詞・作曲・編曲
君を想うだけで - 作曲・編曲
セレナーデ・セレネイド - 作曲 / 編曲：tilt-six・北川勝利
ラブレター - 編曲：宮田“レフティ”リョウ・北川勝利
形（朗読） - 作曲・編曲
コバルトブルーの二人 - 作曲・編曲
Knock! Knock! - 作詞・作曲 / 編曲：acane_madder・北川勝利
ガラスの未来 - 編曲：rionos・北川勝利
Stand By Me そばにいて - 作詞・作曲・編曲
愛と人（朗読） - 編曲
わがままフォルクローレ - 作曲・編曲
borderless - 編曲：rionos・北川勝利
- 安野希世乃

ねぇ、話をしよう - 作曲 / 編曲：北川勝利・acane_madder
『涙。』収録
ロケットビート - 作曲・編曲
テレビアニメ『カードキャプターさくら クリアカード編』オープニングテーマ
『ロケットビート』収録
- 鈴木このみ

白花 - 作曲
テレビアニメ『異修羅』エンディングテーマ
配信シングル「白花」収録
- 鈴木みのり

Crosswalk - 作曲・編曲
テレビアニメ『あまんちゅ!〜あどばんす〜 』オープニングテーマ
『Crosswalk/リワインド』収録
もういちどメロディ - 作詞：北川勝利・藤村鼓乃美 / 作曲・編曲
『fruitful spring』収録
- RYUTist

黄昏のダイアリー - 作曲・編曲：沖井礼二・北川勝利
『黄昏のダイアリー』収録
絶対に絶対に絶対にGO！ - 作詞：藤村鼓乃美・北川勝利 / 作曲・編曲
『ファルセット』収録

### アニメ
- 『ちょびっツ』

Sing a Song（本須和秀樹（杉田智和）） - 作詞・作曲：伊藤利恵子 / 編曲：ROUND TABLE
『ちょびっツ キャラクターソング・コレクション』収録
Let Me Be With You〜ちぃVer.〜（田中理恵） - 作詞・作曲
田中理恵ミニアルバム『Chara de Rie』収録
- 『.hack//黄昏の腕輪伝説』

Travel In Mind（シューゴ（皆川純子）&レナ（中原麻衣）） - 作詞：伊藤利恵子 / 作曲
「Dancin' All Night」の歌詞変更版
『.hack//黄昏の腕輪伝説 Character Song&Story』収録
- 『月詠 -MOON PHASE-』

Just for my love（巫女ツインズ（門脇舞以・松来未祐）） - 作詞：伊藤利恵子 / 作曲
『月詠-MOON PHASE- BEST COLLECTION 全部、聴きたくなっちゃった・・・』収録
- 『ARIA』シリーズ

シンフォニー（牧野由依） - 作詞：伊藤利恵子 / 作曲
テレビアニメ『ARIA The ANIMATION』挿入歌
『ウンディーネ』収録
明日、夕暮れまで（葉月絵理乃） - 作詞：伊藤利恵子 / 作曲・編曲
OVA『ARIA The OVA 〜ARIETTA〜』エンディングテーマ
『七色の空を』収録
横顔（牧野由依） - 作詞・作曲：伊藤利恵子 / 編曲：桜井康史・伊藤利恵子
テレビアニメ『ARIA The ORIGINATION』挿入歌
『マキノユイ。』収録（『横顔 -acoustic version-』が『スピラーレ』に先行収録）
- 『たまゆら〜hitotose〜』

ヒマワリ（沢渡楓（竹達彩奈）） - 作詞・作曲 / 編曲：北川勝利・長谷泰宏）
花火（清浦夏実） - 編曲
『たまゆら～hitotose～ ボーカルアルバム、なので。』収録
- 『謎の彼女X』

恋のオーケストラ（吉谷彩子） - 作曲 / 編曲：北川勝利・長谷泰宏
オープニングテーマ
BD・DVD1巻特典CD収録、iTunes Storeほか音楽配信サイトにて配信中（2012年8月8日～）
放課後の約束（吉谷彩子） - 作曲・編曲
エンディングテーマ
BD・DVD2巻特典CD収録、iTunes Storeほか音楽配信サイトにて配信中（2012年9月5日～）
- 『犬猫アワー 47都道府犬R&にゃ〜めん』

ニャーメン・パラダイス（にゃ〜めんず［しょうゆ（森千早都）、しお（野村真悠華）、とんこつ（中隈志保）、みそ（松嵜麗）］） - 作詞・作曲 / 編曲：北川勝利・acane_madder
テレビアニメ『にゃ〜めん』オープニングテーマ
DVD封入特典CDにフルサイズ収録
シークレット・シークレット（にゃ〜めんず［しょうゆ（森千早都）、しお（野村真悠華）、とんこつ（中隈志保）、みそ（松嵜麗）］） - 作詞・作曲 / 編曲：北川勝利・acane_madder
テレビアニメ『にゃ〜めん』挿入歌、インターネットラジオ「にゃ～めんらじお」イメージソング
DVD封入特典CDにフルサイズ収録
Falling Angel！（にゃ〜めんず［しょうゆ（森千早都）、しお（野村真悠華）、とんこつ（中隈志保）、みそ（松嵜麗）］） - 作曲 / 編曲：北川勝利・acane_madder
テレビアニメ『にゃ〜めん』DVD封入特典CD収録
- - 『47都道府犬R“ワン”ダフル・ソングス』 - サウンドプロデュース

Cartoon Swing '47（Full Size Mix）（藤村鼓乃美） - 作詞・作曲 / 編曲：吉田哲人・北川勝利
テレビアニメ『47都道府犬R』主題歌
ダルマさんがころんだ（群馬犬（小倉唯）） - 作詞・作曲 / 編曲：北川勝利・acane_madder
ウィンナーをタコにしないで（兵庫犬（西明日香）） - 作曲 / 編曲：北川勝利・acane_madder
赤べこのワルツ（福島犬（小堀友里絵）） - 作曲 / 編曲：acane_madder・北川勝利
モンブランパニック（茨城犬（田所あずさ）） - 作詞・作曲 / 編曲：北川勝利・吉田哲人
YOQURU（沖縄犬（儀武ゆう子）） - 作詞・作曲 / 編曲：北川勝利・吉田哲人
47都道府犬タイトルブリッジ（藤村鼓乃美）
- 『モモキュンソード』

モモキュンソード（桃子（竹達彩奈）） - 作詞：北川勝利・acane_madder / 作曲・編曲
エンディングテーマ
『桃唄大全集！』収録
- 『幸腹グラフィティ』

笑顔になる（リョウときりん（佐藤利奈と大亀あすか）） - 作曲・編曲
エンディングテーマ
- 『マクロスΔ』

風は予告なく吹く（ワルキューレ） - 作曲・編曲
『絶対零度θノヴァティック/破滅の純情』収録
〜Freyja Solo〜が『Walküre Trap!』に収録
God Bless You（ワルキューレ） - 作詞・作曲・編曲
涙目爆発音（ワルキューレ） - 編曲
『Walküre Trap!』収録
〜with Claire〜が『ワルキューレがとまらない』に収録
Dancing in the Moonlight（ワルキューレ） - 作詞・編曲：北川勝利・acane_madder / 作曲
『ワルキューレは裏切らない』収録
愛してる（ワルキューレ） - 作曲・編曲：北川勝利
『「劇場版マクロスΔ 絶対LIVE!!!!!!」ボーカルソング集　3rdアルバム　Walküre Reborn!』収録
- 『スロウスタート』
  - キャラクターソングアルバム『Step by Step』 - サウンドプロデュース

スパークルデイズ（百地たまて starring 伊藤彩沙）
ストロベリーアイスクリーム（十倉栄依子 starring 嶺内ともみ）
ほんわかびより（千石冠 starring 長縄まりあ）
Sweet Slow Days（京塚志温 starring M・A・O）
ココロ誓え宣言（万年大会 starring 内田真礼）
シュガー＆シュガーレス（榎並清瀬 starring 沼倉愛美）
みんなありがと。（一之瀬花名 starring 近藤玲奈）
- - Blu-ray&DVD 特典CD

カナエタマエ（一之瀬花名（近藤玲奈）&百地たまて（伊藤彩沙）） - 作曲 / 編曲：acane_madder・北川勝利
マリンバリンバ（十倉栄依子（嶺内ともみ）&千石冠（長縄まりあ）） - 作曲 / 編曲：Tansa・北川勝利
ときめきコレクション♡（京塚志温（M・A・O）&万年大会（内田真礼）） - 作曲 / 編曲
スープにスパイス（十倉栄依子（嶺内ともみ）&榎並清瀬（沼倉愛美）） - 作曲 / 編曲：acane_madder・北川勝利
はぴらき☆エブリデイ（一之瀬花名（近藤玲奈）&京塚志温（M・A・O）&万年大会（内田真礼）） - 作曲 / 編曲
明日もきっと（STARTalis☆） - 作曲 / 編曲
- 『IDOLY PRIDE』

Shining Days（サニーピース） - 作詞：藤村鼓乃美・北川勝利 / 作曲・編曲
『Shining Days』、『IDOLY PRIDE Collection Album [約束]』収録
SUNNY PEACE HARMONY（サニーピース） - 作詞：acane_madder・北川勝利 / 作曲・編曲
『Shining Days』、『IDOLY PRIDE Collection Album [奇跡]』収録
EVERYDAY! SUNNYDAY!（サニーピース） - 作詞：藤村鼓乃美・北川勝利 / 作曲・編曲
Pray for you（星見プロダクション） - 作詞：利根川貴之 / 作曲・編曲
『IDOLY PRIDE Collection Album [約束]』収録

### テレビ番組
- 『まさはる君が行く！ポチたまペット大集合』

歩いて行こう！（末永華子 with 松本君とまさはる君） - 作曲・編曲
テーマソング

### ゲーム
- 『pop'n music 20 fantasia』

ゼロ・グラビティ（acane_madder） - 作詞・作曲
『pop'n music 20 fantasia original soundtrack』収録
ゲーム内でのジャンル名は「ラウンドポップ」
- 『スクールファンファーレ』

ねえ　私（鍵尾律（佐倉綾音）） - 作曲・編曲
頑張れバレー（白本かりん（夏川椎菜）） - 作曲
- 『ガールフレンド（♪）』

Believe Myself（椎名心実（佐藤聡美）） - 作曲・編曲
Blooming Days（加賀美茉莉（釘宮理恵）） - 作曲
『ガールフレンド(仮) キャラクターソングシリーズ Vol.01』収録
二人で旅に出る理由は？（アイリス（悠木碧・茅野愛衣）） - 作曲 / 編曲：山本真央樹・北川勝利
『ガールフレンド(仮) キャラクターソングシリーズ Vol.05』収録
- 『A3!』

僕らの絆（ロミオ&ジュリアス（酒井広大・白井悠介）） - 作曲・編曲
『A3! First SPRING』収録
いつか王子様に…（向坂椋（山谷祥生）） - 作曲・編曲
『A3! Blooming SUMMER』収録
- 『あんさんぶるスターズ!』

Milky Starry Charm（Ra*bits（米内佑希・池田純矢・比留間俊哉・高坂知也）） - 作曲 / 編曲：北川勝利・acane_madder
『あんさんぶるスターズ! ユニットソングCD 3rdシリーズ vol.7 Ra*bits』収録
まりんぶるう・らんでぶう（深海奏汰（西山宏太朗）） - 作曲
『あんさんぶるスターズ! アルバムシリーズ 流星隊』収録
- 『オルタナティブガールズ2』

Link（朝比奈乃々（伊藤美来）、吉良小百合（本渡楓）、シルビア＝リヒター（渕上舞）、真野桜子（大久保瑠美）、悠木美弥花 （竹達彩奈）） - 作曲・編曲
『Alternative Girls Character Song Collection』、『Alternative Girls Best Memorial Collection』収録
- 『アイドルマスター シンデレラガールズ』

チョコレート？レモネード？どっち??（乙倉悠貴（中島由貴）、関裕美（会沢紗弥）、白菊ほたる（天野聡美）、早坂美玲（朝井彩加）、黒埼ちとせ（佐倉薫）） - 作詞：藤村鼓乃美・北川勝利 / 作曲・編曲
『THE IDOLM@STER CINDERELLA MASTER Cute jewelries! 004』収録
- 『IDOLY PRIDE』

サマー♡ホリデイ（サニーピース） - 作詞：藤村鼓乃美・北川勝利 / 作曲・編曲
『IDOLY PRIDE Collection Album [奇跡]』収録
全力！絶対！！カウントダウン！！！（サニーピース） - 作詞：藤村鼓乃美・北川勝利 / 作曲・編曲
『それを人は“青春”と呼んだ』収録
SUNNY PEACE for You and Me!（サニーピース） - 作詞：藤村鼓乃美・北川勝利 / 作曲・編曲
『IDOLY PRIDE Collection Album [未来]』収録
Hi5でピースサイン！（サニーピース） - 作詞：藤村鼓乃美・北川勝利 / 作曲・編曲
『Hi5でピースサイン！'』収録（配信）
Let'sGo!Let'sGo!ピース！ピース！（サニーピース） - 作詞：藤村鼓乃美・北川勝利 / 作曲・編曲
『Let'sGo!Let'sGo!ピース！ピース！』収録

### その他
- Chappie

Everyday - 作詞・作曲 / 編曲：ROUND TABLE
『NEW CHAPPIE』収録
ボーカルはNino、原華子(corniche camomile)、Kyoko(SPOOCHY)の三人が曜日・パートごとに交代して歌っている。
- 夜空メル

流れ星☆キラキラ - 作曲・編曲 / 作詞：北川勝利・藤村鼓乃美
『流れ星☆キラキラ』収録